# Tokodede (Sprache)

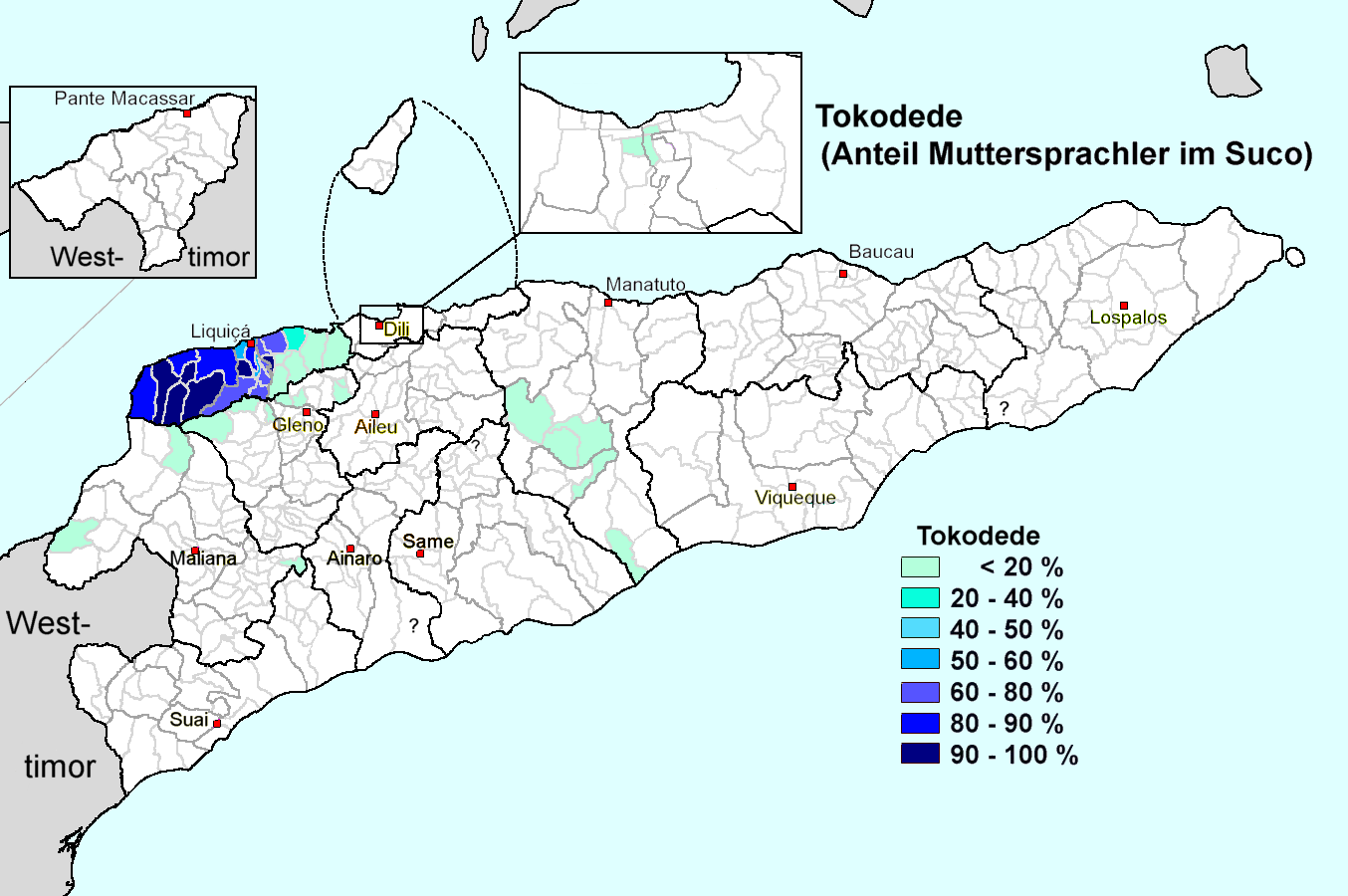
Anteil von Tokodede-Muttersprachlern in den Sucos Osttimors.

Tokodede (Tocodede, Tukude, Tokodé, Tocod) ist eine malayo-polynesische Sprache des Timorzweigs, die von den Tokodede gesprochen wird. Als eine der ramelaischen Sprachen hatte sie einen stärkeren Einfluss von Papuasprachen und ambonesischen Malaiisch. Als Muttersprache geben sie 46.784 (Zensus 2015) Menschen in Osttimor an. Ihre Zentren liegen in der Gemeinde Liquiçá um die Ortschaften Maubara, Vatuboro, Liquiçá und Bazartete. Tokodede ist eine der 15 in der Verfassung anerkannten Nationalsprachen Osttimors.
Eine nah verwandte Sprachen ist Kemak. Wie diese hat Tokodede Papua- und molukkische Elemente in ihrem Vokabular. Letztere teilt sie sich mit Galoli und Dialekten des Wetar. Diese Einflüsse stammen von ambonesischen Händlern, die im 15. Jahrhundert in die Region des heutigen Dili kamen und ihr kreolisches Malaiisch mitbrachten. Tokodede wurde vollständig kreolisiert. Anders als Kemak hat Tokodede aber eine einfache isolierte Wortbildung, ähnlich dem Mambai.
Tokodede verwendet ein quinäres Zahlensystem, das auf der Zahl Fünf basiert.
| Zahlen in Tokodede |          |
| Zahl               | Tokodede |
| 1                  | iso      |
| 2                  | ru       |
| 3                  | telu     |
| 4                  | paat     |
| 5                  | liim     |
| 6                  | hohoniso |
| 7                  | hohorú   |
| 8                  | hohotelu |
| 9                  | hohopaat |
| 10                 | sagulu   |

## Belege
- The Languages of East Timor: Some Basic Facts (Memento vom 19. Januar 2008 im Internet Archive)